# Museo Napoleónico (Mónaco)
Museo Napoleónico (o Museo de recuerdos Napoleónicos, en francés: Musée des Souvenirs Napoléoniens) en Monte Carlo, Mónaco es un museo de objetos que pertenecieron al emperador francés Napoleón I. 
El museo, que se une al palacio del Príncipe de Mónaco contiene una colección reunida por el Príncipe Luis II el bisabuelo del actual Príncipe de Mónaco. La colección contiene numerosas posesiones del emperador, incluyendo cartas y documentos relacionados con su reinado y la conquista de Europa y las reliquias de su exilio y encarcelamiento en Santa Elena. También se incluyen en la colección la ropa que pertenecía al hijo de Napoleón, el llamado rey de Roma. En un entrepiso en el museo se exhiben objetos de importancia histórica en relación con el principado de Mónaco, incluida la Carta de Independencia de Mónaco con el consentimiento real por parte del rey Luis XII de Francia.